# Morgan Stanley

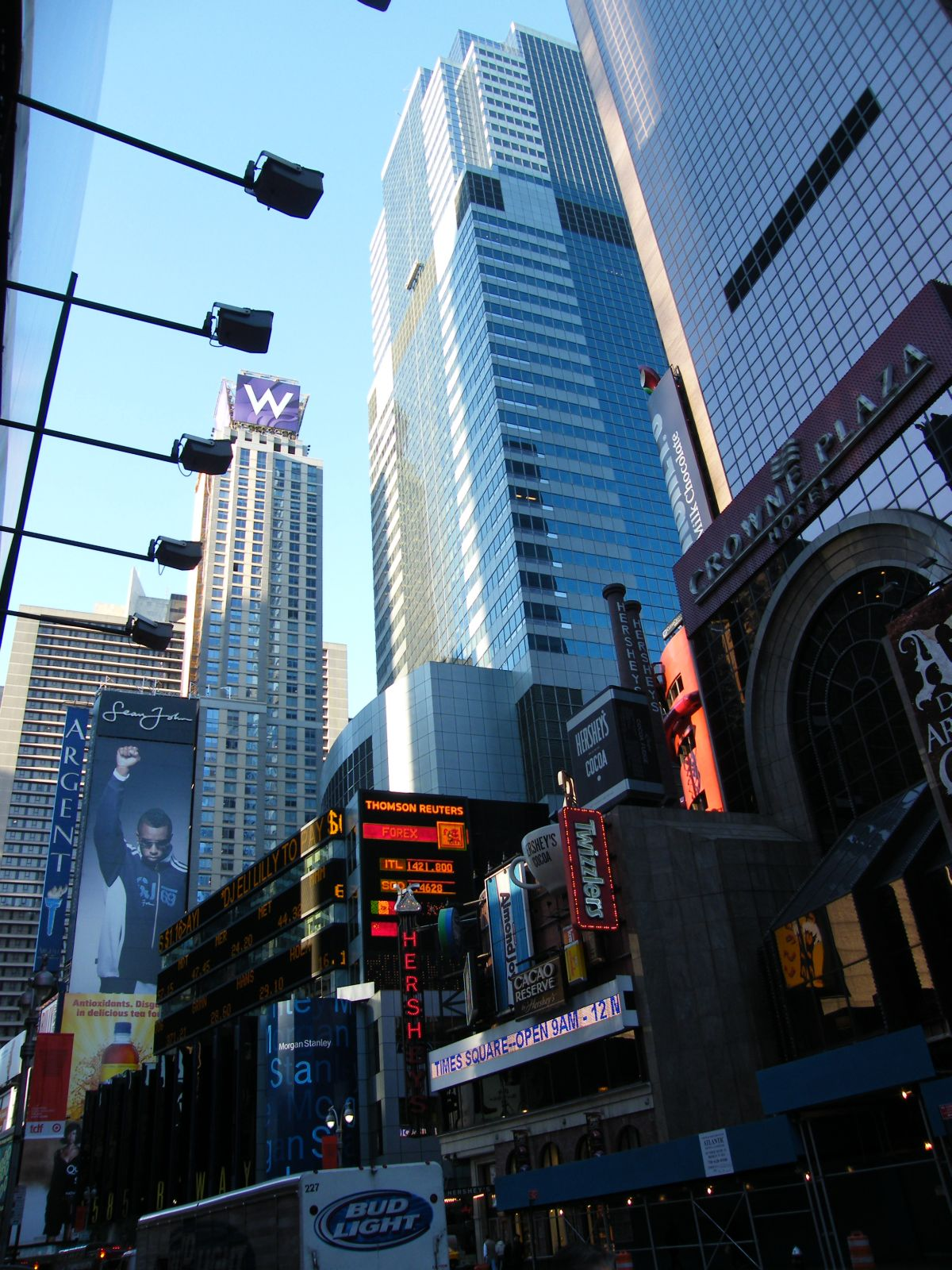
The Morgan Stanley Building.

Morgan Stanley (mã số tại NYSE: MS) là một ngân hàng đầu tư, công ty chứng khoán có trụ sở chính tại Hoa Kỳ. Đây là một trong những thể chế tài chính lớn nhất của thế giới, phục vụ những nhóm đối tượng là chính phủ, tổ chức tài chính khác và cá nhân. Trụ sở chính của nó đặt tại New York, và các trụ sở chính khu vực tại London và Nhật Bản.
Morgan Stanley thành lập năm 1935. Vào năm 2007, công ty này có doanh thu 85,328 tỷ USD, lợi nhuận 3,209 tỷ USD, có 55.000 nhân công.